# Орликов переулок
О́рликов переу́лок — улица в центре Москвы в Красносельском районе между Садовой-Спасской и Каланчёвской улицами. В переулке расположено Министерство сельского хозяйства Российской Федерации (Минсельхоз России).

## Происхождение названия

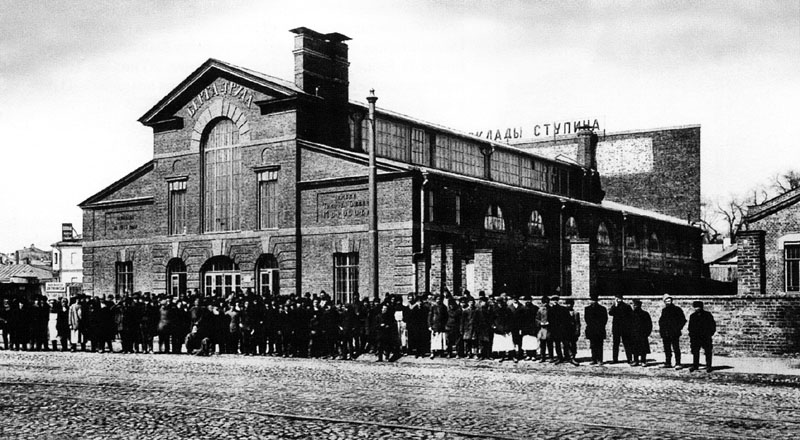
Морозовская биржа труда в 1-м Дьяконовском переулке (1914)

Укоренившееся с середины XIX века название по фамилии бывшего домовладельца Орлика, по земле которого был проложен переулок. В 1968 году к переулку был присоединен 1-й Дьяковский переулок (происхождение этого названия не выяснено).

## Описание
Орликов переулок начинается от Садового кольца как продолжение Мясницкой улицы, проходит на северо-восток, затем поворачивает на восток и выходит на Каланчёвскую улицу, за которой переходит в Южный проезд. По Орликовому переулку организовано одностороннее автомобильное движение от Каланчёвской улицы в сторону Садового кольца.

## Примечательные здания и сооружения
по нечётной стороне:
- № 1/11 — Здание Наркомзема (1928—1933, архитектор А. В. Щусев совместно Д. Д. Булгаковым, И. А. Французом, Г. К. Яковлевым[1]). Позднее — Министерство сельского хозяйства СССР. Ныне — Министерство сельского хозяйства Российской Федерации (Минсельхоз России); Федеральная служба по ветеринарному и фитосанитарному надзору (Россельхознадзор); Государственная комиссия Российской Федерации по испытанию и охране селекционных достижений (Госсорткомиссия); Семенная государственная инспекция России; Российский птицеводческий союз; Российская ассоциация производителей чая и кофе; Агропромышленный союз России; Российский зерновой союз; Птицепром;
- № 1/11, строение 13 — Агроплемсоюз;
- № 3 — Дом книги (1930-е, архитектор Б. М. Великовский, при участии П. Антонова, А. Журавлёва; позднее — И. А. Голосов, П. Антонов, А. Журавлёв; достроен в 1960-х годах по проекту архитекторов Б. Мезенцева, В. Дановского и инженера И. Зворыкина[1][2]). Первоначально здесь размещалось ОГИЗ и входящие в его состав издательства[3]. Здание состоит из нескольких корпусов, которые ныне занимают:
  - № 3, корпус 1 — ФГУП «ПромЭкс»; ФАУ «Федеральный центр нормирования, стандартизации и технической оценки соответствия в строительстве», ОАО «Объединённая зерновая компания»; ОАО «Федеральный центр логистики»; ОАО «Агробиопром»; Общероссийский общественный фонд развития России; Территориальное управление Росимущества в Московской области;
  - № 3, корпус Б — Территориальное управление Росимущества в городе Москве;
  - № 3, корпус В — Центральная научная сельскохозяйственная библиотека;
  - № 3А — Фонд социального страхования Российской Федерации;
- № 5 — Ассоциация производителей мыловаренной и масложировой продукции; газета «Семья»;
- № 5, строение 2 — Административное здание Министерства строительных материалов СССР (1950-е, архитектор Л. И. Лоповок)а[1], ныне — Крестьянский торговый дом; ресторан «Колесо времени»;
- № 5, строение 1 — «НИИАС» Научно-исследовательский и проектно-конструкторский институт информатизации, автоматизации и связи на железнодорожном транспорте . В основе — «Ночлежный дом» (1909, архитектор И. А. Иванов-Шиц), в 1951—1953 годах надстроен тремя этажами с переделкой фасада[1]
- № 7/15а —Здание Общества «Оргметалл» (1926, архитекторы О. О. Шнейдратус, Д. И. Френкель, инженер Б. А. Гайду)[4], ныне — НТЦ Информтехника ФГУП;

по чётной стороне:
- № 2 — Здание Межтопэнергобанка, ранее — банка «Алемар».
- № 4 — Росагропромавто;
- № 6 — жилой, 1929 года
- № 8 — Жилой дом (1951, архитектор А. Я. Лангман, совместно с Л. И. Лоповоком), пристроен к дому № 6.
- № 10, строение 1 — ФГБУ «Федеральная кадастровая палата Росреестра».